# Wing foil
Pour les articles homonymes, voir wing, foil et surf (homonymie).
Le wing foil ou wingfoil ou wingsurf est un sport nautique créé en 2019 et un sport extrême, variante du funboard et du kitesurf, où un surfeur surfe avec une foilboard et une aile légère cerf-volant en forme de deltaplane (en anglais : wing) généralement gonflable tenue par un wishbone, ou des poignées sur la latte centrale,.

## Résumé

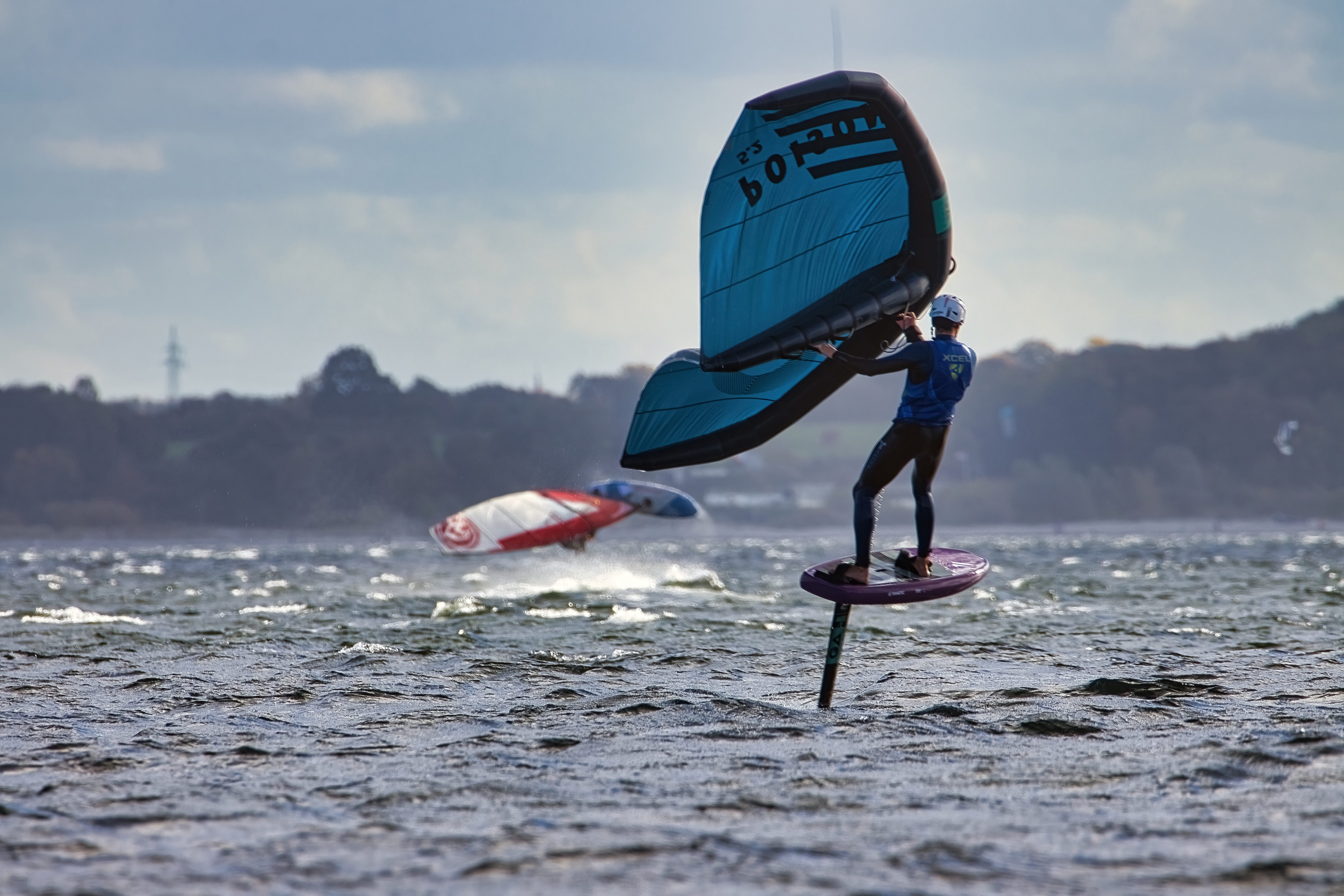

Le wingsurf est une variante du kitesurf, de la planche à voile, du funboard ou du stand up paddle. Debout sur une planche, le surfeur tient à la main une aile qu'il place dans le vent. Cela génère à la fois de la flottabilité et de la propulsion et se déplace ainsi sur l'eau. Avec le développement des planches dites à foil qui glissent très tôt sur un hydrofoil et se soulèvent ainsi hors de l'eau, idéales associées à une aile, le wingfoil devient rapidement un sport en vogue.
L'aile peut également être utilisée sans foil, avec une planche de surf, kitesurf, stand up paddle (notamment avec les pieds attachés afin de rester plus longtemps en l'air lors des sauts) ou de mountainboard ou skateboard (sous le nom de « wingskate »).

## Histoire

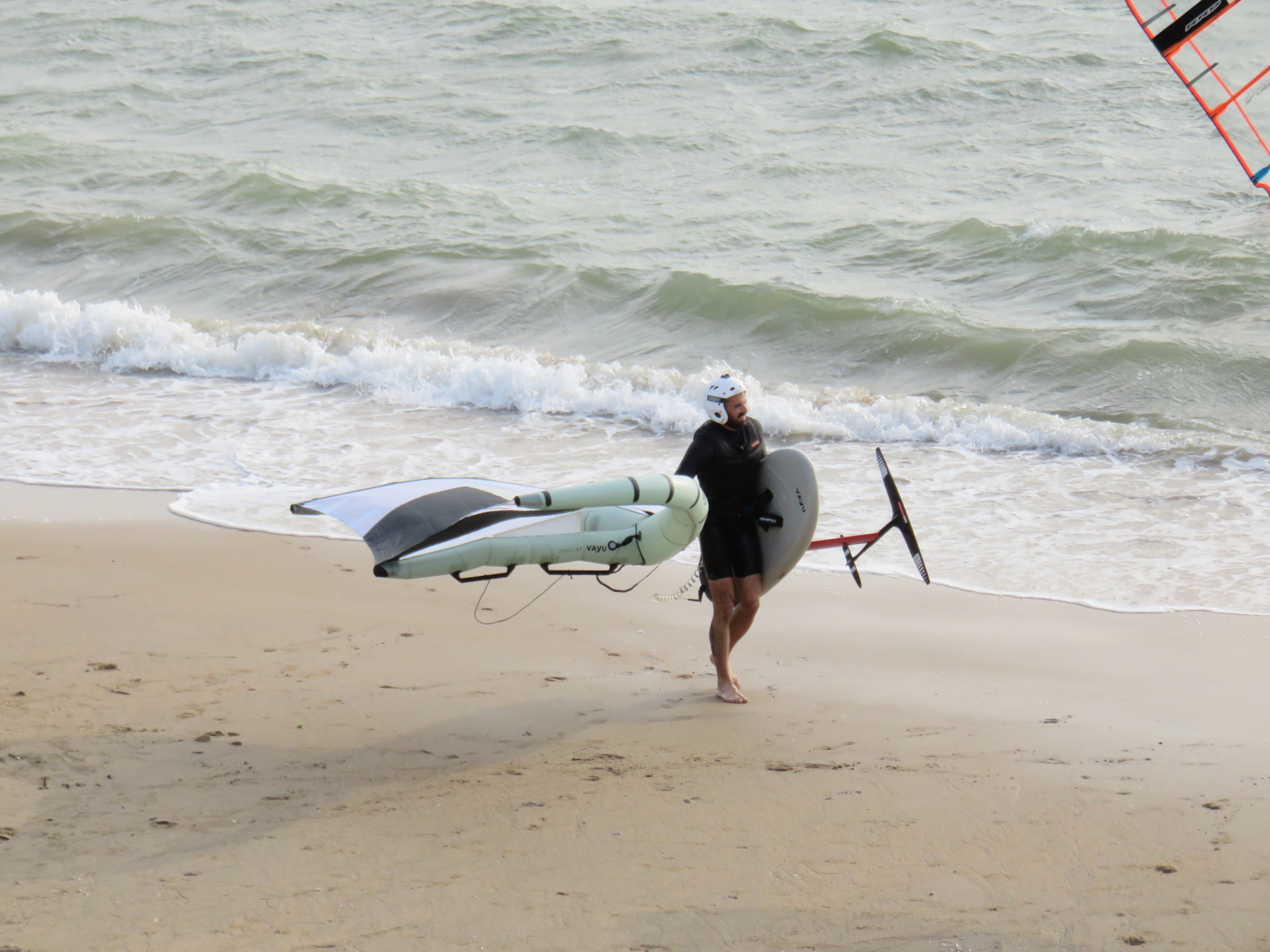

L'histoire du wingsurf remonte à 1982, date à laquelle son inventeur, Roland Le Bail dépose un brevet sous le nom de « bird sail » pour une aile dont les caractéristiques sont identiques à celles d’une wing (https://korvenn-wing-and-foil.com/index.php/2020/01/10/creation-de-la-wing/). En 1986, Tom Magruder présente son « Wind Weapon », une voile à rotation libre qui est fermement fixée avec un demi-mat sur la planche de surf. Dans les années qui ont suivi, la technique a été adaptée et a continué à arriver sur le marché dans différentes versions et sous de nouveaux noms. L'utilisation des ailes n'est pas seulement liée aux sports nautiques, mais est également utilisée pour les sports  d'hiver dans la neige, sur la plage ou sur terre. Les termes « Skate Sails », « Wind Skates » ou « Kitewings » doivent être mentionnés comme des jalons dans le développement ultérieur. La plupart de ces variantes ont en commun d'utiliser un cadre rigide pour étirer l'aile, qui sert également de guidon ou de poignées.

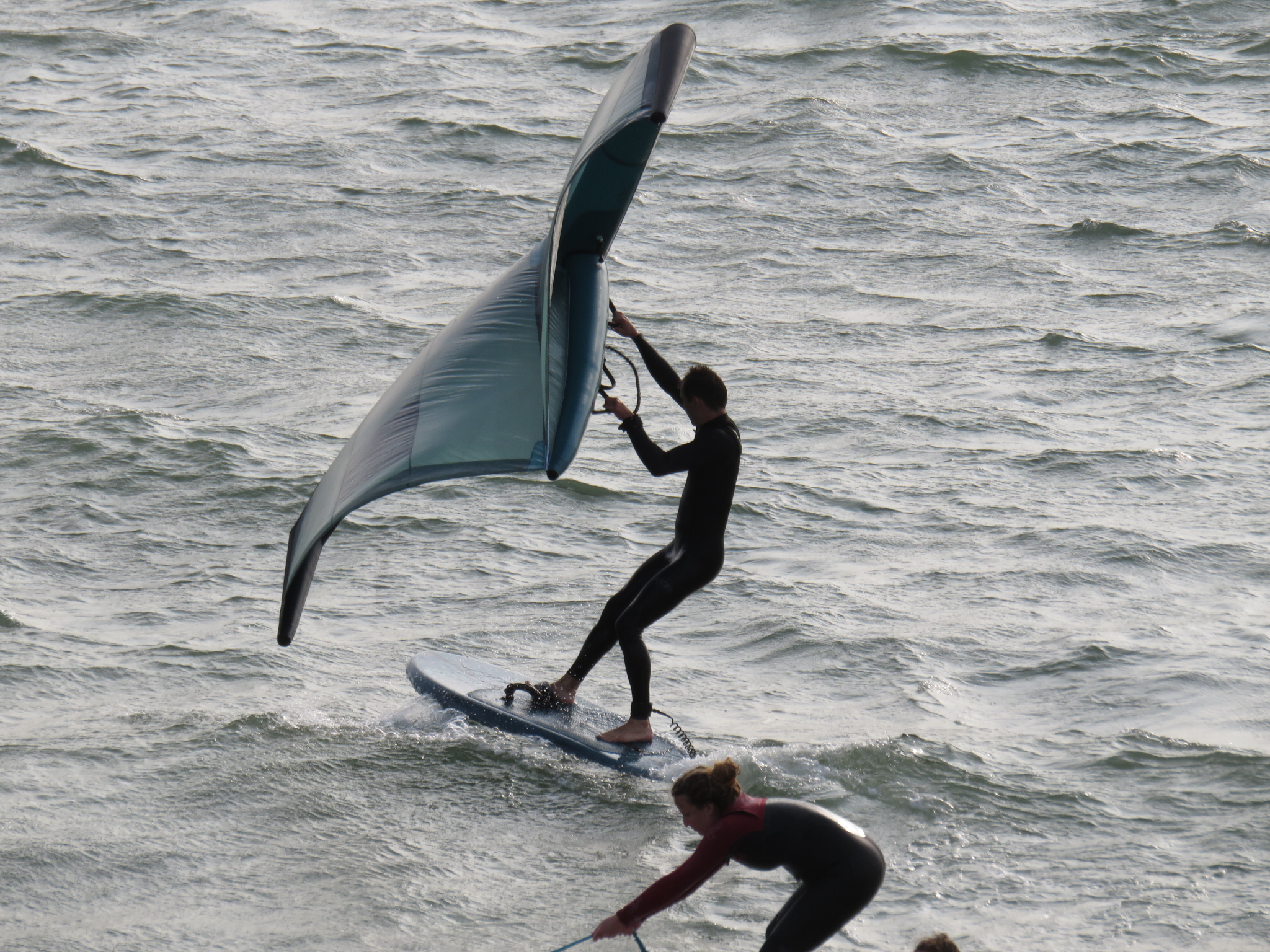

La raison du succès modéré de tous ces développements est physique : la friction. Parce que les ailes suffisamment grandes pour mettre en mouvement une planche de surf lourde et lente, poids du surfeur compris, doivent être très grandes, encombrantes et lourdes. Le Wingsurf n'a connu une renaissance qu'avec l'introduction du foil surf, alimenté par l'idée de la marque de cerf-volant Slingshot de transférer la technique de production du kitesurf au wingsurf, c’est-à-dire une aile à vent gonflable, compacte, légère et peu coûteuse à la fois. Le vent offre ainsi une propulsion suffisante, en particulier en combinaison avec des planches à foil.

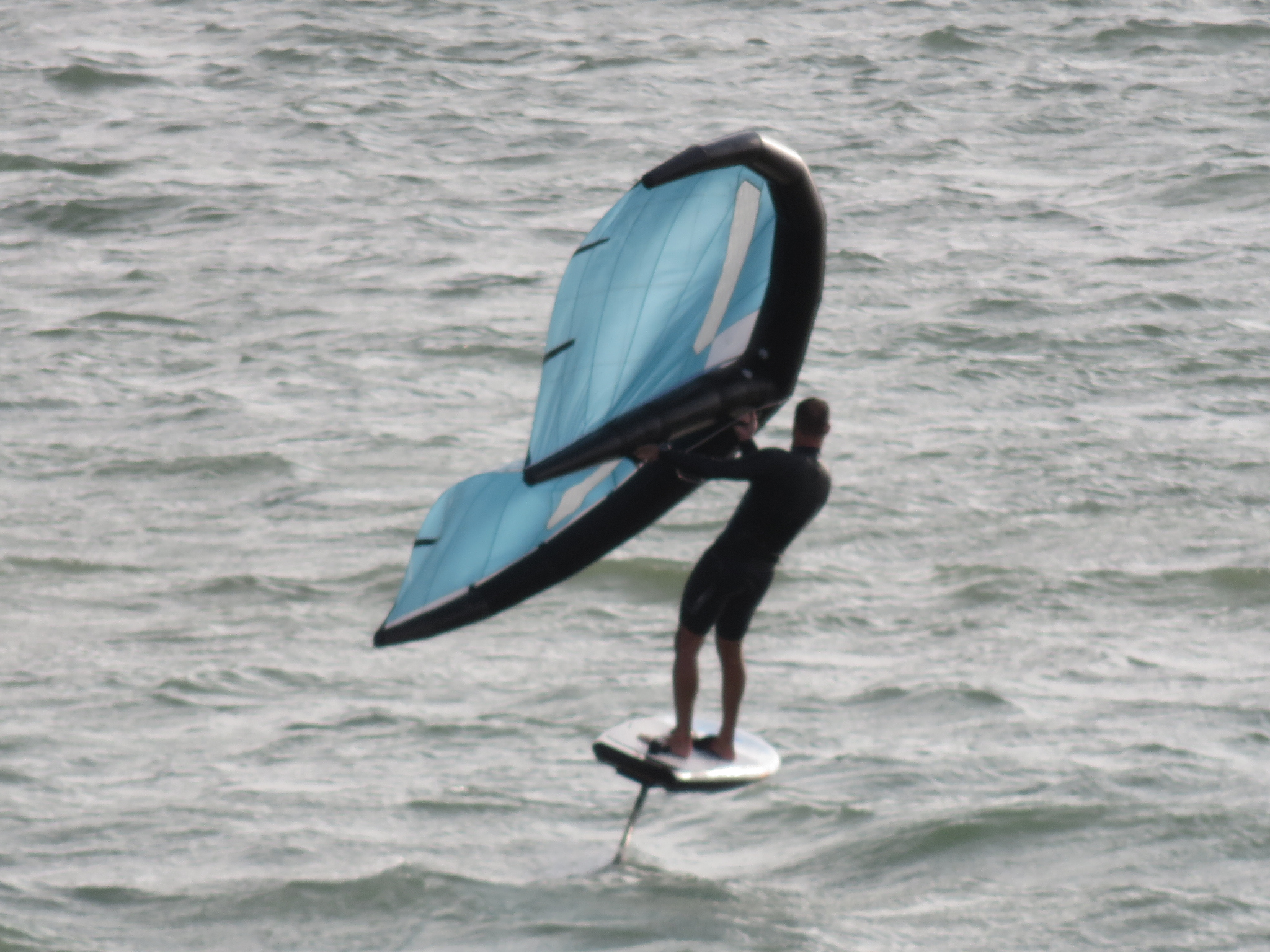

Cette technique convainc également l'icône du surf américain, Robby Naish, et des fabricants connus qui développent alors des ailes gonflables pour l'été 2019. La pratique est considérée comme plus accessible et moins dangereuse que le windsurf et le kitesurf, tout en offrant des sensations similaires et connaît ainsi une croissance exponentielle parmi les pratiquants de sports de glisse. 

## Construction

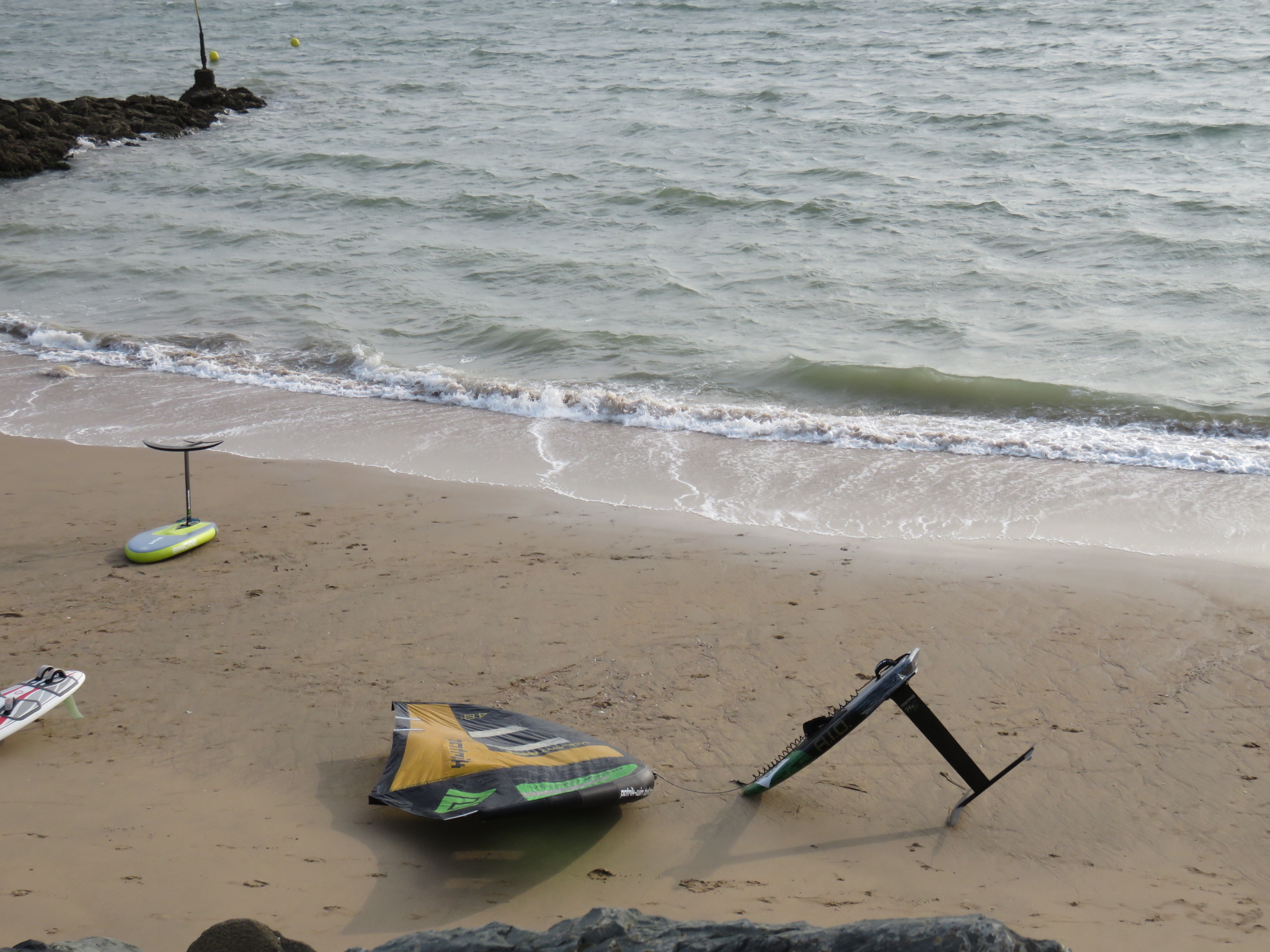

Le Wing foil est un sport encore jeune et en développement. Alors que les modèles d'ailes plus anciens étaient souvent étirés et maintenus au moyen de tiges, l'influence du développement du cerf-volant est actuellement de plus en plus importante. L'aile est faite de tissu de cerf-volant léger ou de tissu spi qui est étiré par des tuyaux d'air gonflables, appelés boudins et protégés par des fourreaux de dacron. Pour accrocher l'aile, certaines marques utilisent des jambes de force avec passants, d'autres utilisent des tiges télescopiques en aluminium.

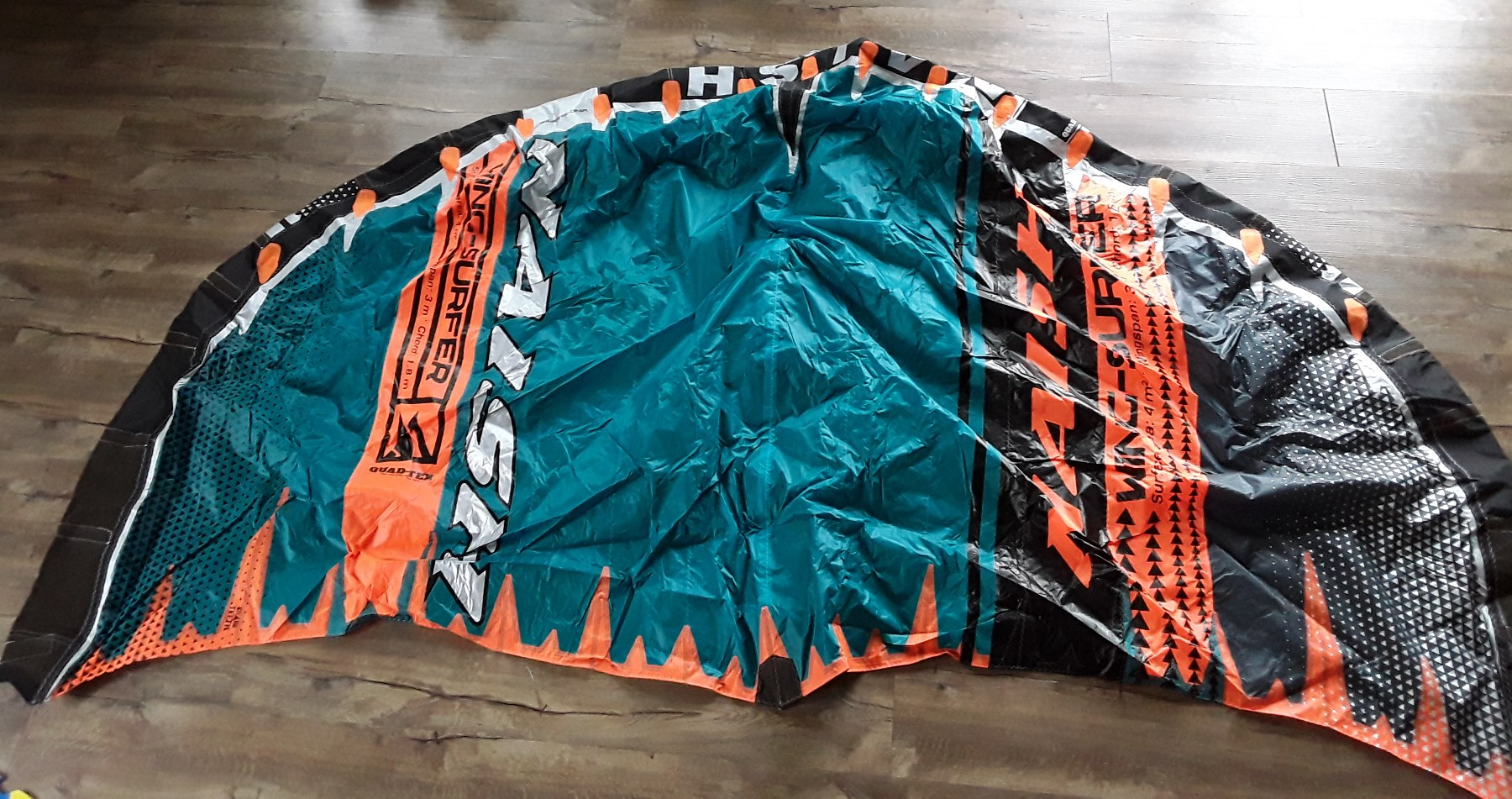
Une aile non gonflée.

Les hydrofoils sont majoritairement construits en fibres carbone préimprégné, mais il existe des versions avec des mâts en aluminium. Concernant les planches, les constructions sont diverses, mais de manière générale un pain de mousse usiné par machine-outil à commande numérique est ensuite drapé de matériaux composites, comme du carbone ou de la fibre de verre. 

## Variantes d'application

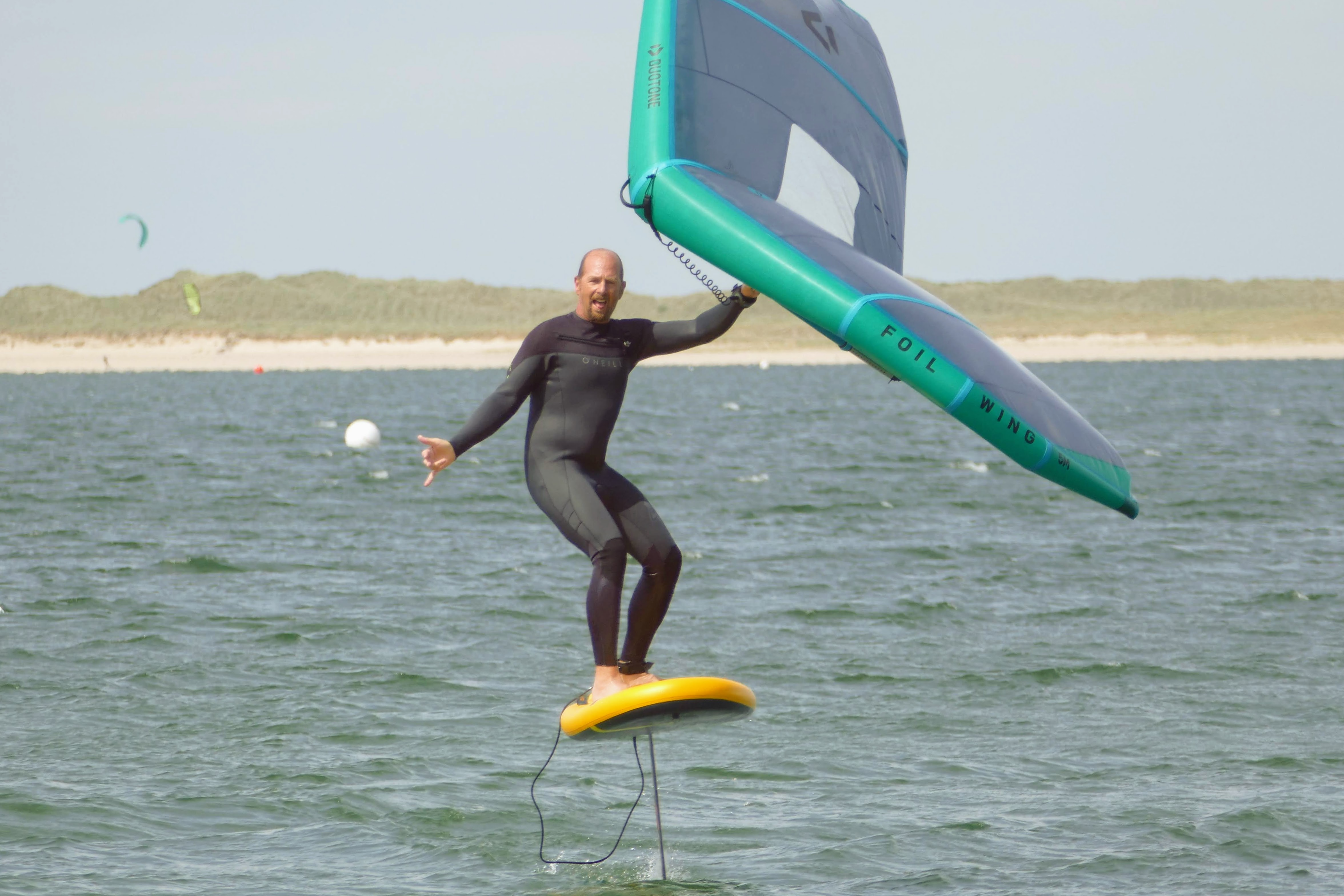
Wingfoileur faisant un shaka de la surf culture.

Contrairement à d'autres sports, l'aile n'est pas liée à la planche : vous pouvez l'utiliser non seulement avec une planche de surf, un kiteboard ou un stand up paddle, mais également en combinaison avec un skateboard, un snowboard, un longboard ou même sur des patins à roues alignées. Le Wingsurf sur des planches équipées d'un foil est particulièrement apprécié, puisqu'on peut avancer avec de petites ailes à une vitesse d'environ 8 nœuds pour les débutants. La plage de vent utilisable va de moins de 10 nœuds à plus de 30, même si les novices se cantonneront à une plage de 15 à 20 pour les premières sessions. Aujourd'hui, les pratiquants les plus chevronnés atteignent des vitesses approchants, voir dépassant les 30 nœuds.  

## Classement dans les sports de surf existants

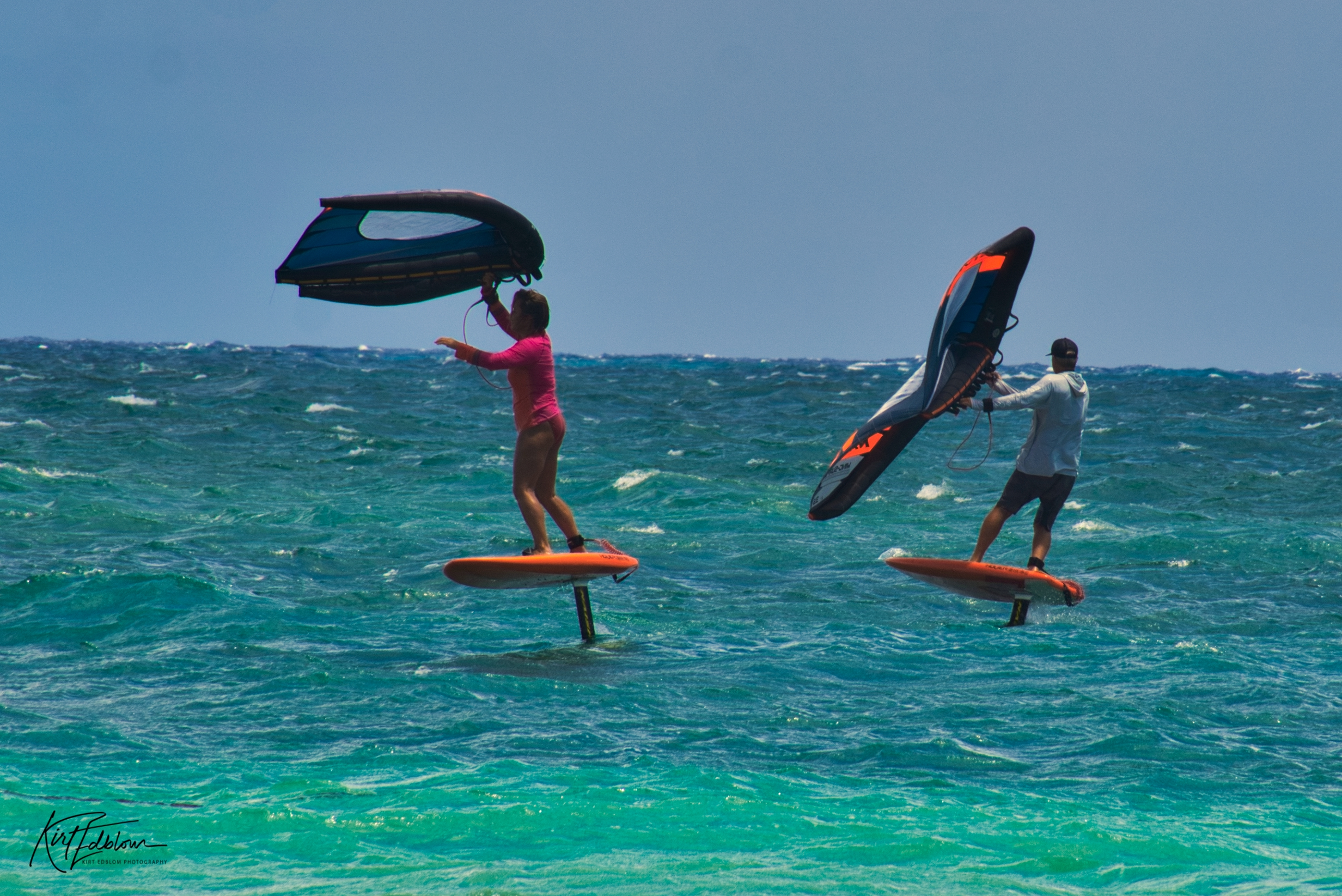

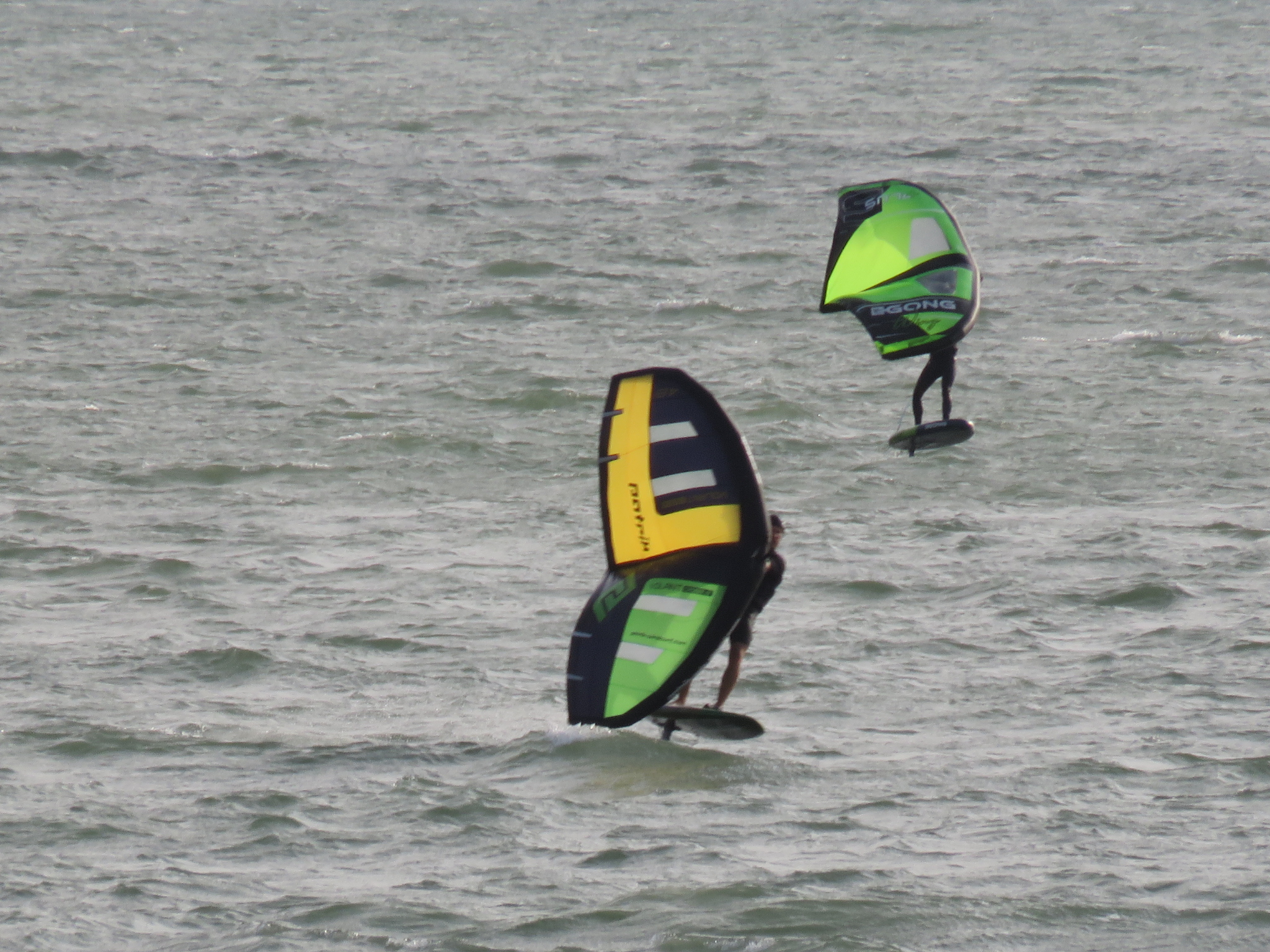

D'un point de vue technique, mais aussi en termes d'application, le wingsurf présente de nombreuses similitudes aussi bien avec la planche à voile qu'avec le kitesurf. Par exemple, l'aile est contrôlée directement au lieu des lignes, mais a toujours une construction et des fonctionnalités similaires à celles d'un cerf-volant. La question de savoir si le wingsurf est une variante du kitesurf, du windsurf ou un sport totalement indépendant n'est pas seulement théorique : elle concerne aussi, par exemple, dans quelle mesure les interdictions de kite sur les spots s'appliquent également aux wingsurfeurs. Il est également discuté dans quelle mesure le surf ailé en tant que sport de surf hybride parvient à fonctionner comme un élément de connexion et à réduire les rivalités existantes entre les kitesurfeurs et les véliplanchistes. 

## Quelques variantes

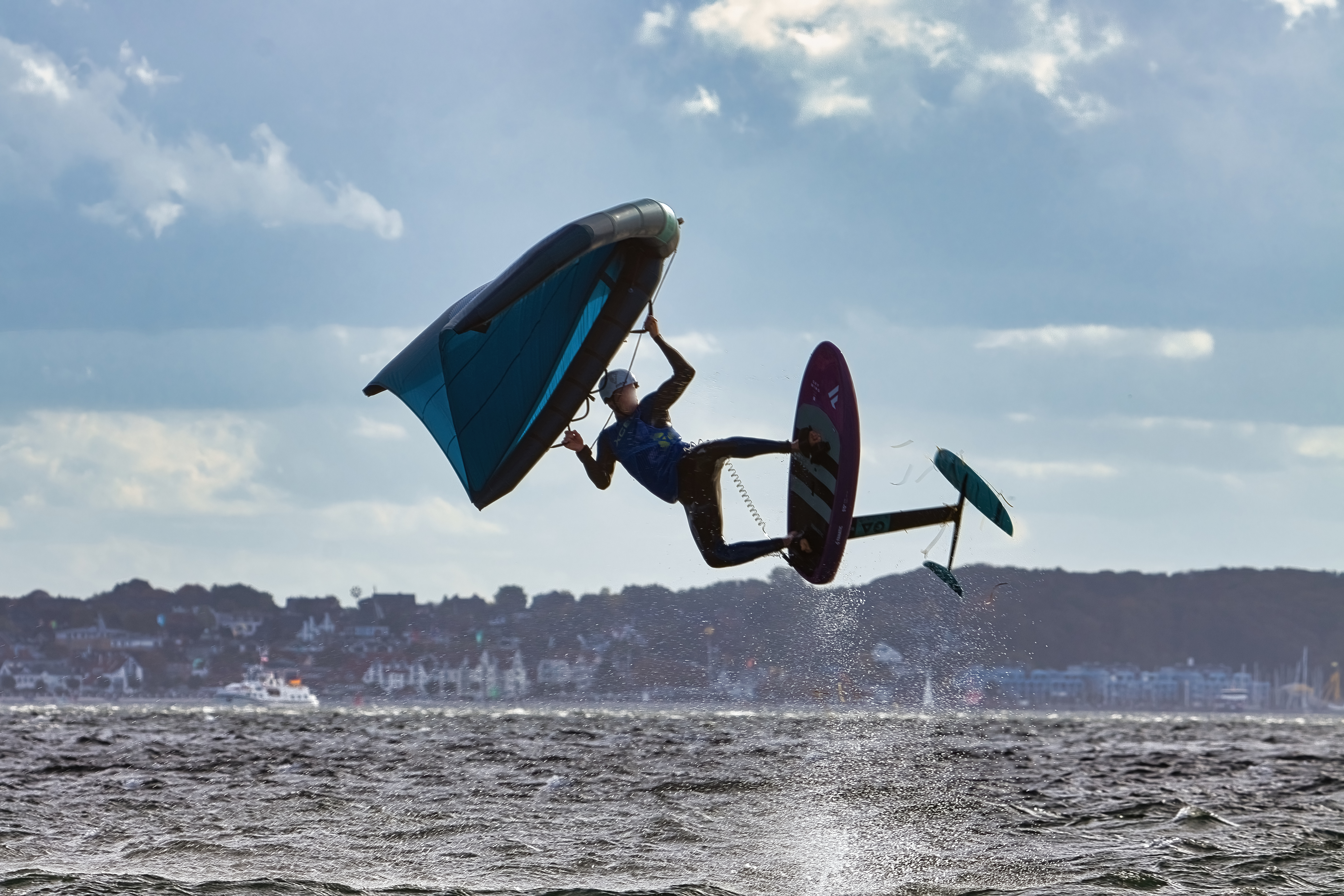

- Surf
- IQFOiL
- Kitesurf
- Foilboard
- Funboard
- Planche à voile (windsurf)
- Bodyboard